# Uljana Tukurienowa
Uljana Robiertowna Tukurienowa (ros. Ульяна Робертовна Тукуренова; ur. 23 marca 1994) – rosyjska zapaśniczka walcząca w stylu wolnym. Zajęła siedemnaste miejsce na mistrzostwach Europy w 2019. Szósta w Pucharze Świata w 2019 roku.
Wicemistrzyni Rosji w 2018; trzecia w 2017 i 2019 roku.